# أربياناوية
الأربياناوية (الاسم العلمي: Anthemideae) هي قبيلة من النباتات المزهرة من فصيلة النجمية، تحت أسرة النجماوات. وهي موزعة في جميع أنحاء العالم وتكثر في آسيا الوسطى، حوض البحر الأبيض المتوسط، وجنوب أفريقيا.
اعتبارا من عام 2006 كان هناك حوالي 1800 نوع مصنفة في 111 جنسا. في عام 2007 تم تقسيم القبيلة إلى 14 جزء.